# James Enoch Hill
Pour les articles homonymes, voir James Hill et Hill.
James Enoch "Jim" Hill, né le 30 octobre 1929 à Chicago et mort le 8 août 2018 à Carlinville, est un tireur sportif américain.

## Palmarès

### Jeux olympiques d'été
- Jeux olympiques d'été de 1960 à Rome
  -  Médaille d'argent en pistolet à 50m position couchée[1]

### Championnats du monde
- Championnats du monde de tir 1962 au Caire
  -  Médaille de bronze en pistolet à 50m position couchée